# Laurens J. Bol
Laurens Johannes Bol (Ooltgensplaat, 23 januari 1898 – Dordrecht, 11 april 1994) was een Nederlands kunsthistoricus die gespecialiseerd was in de Nederlandse schilderkunst in de Gouden Eeuw.

## Biografie
Bol was onderwijzer in Stellendam op Goeree-Overflakkee. Hij verhuisde in 1920 naar Middelburg waar hij in de lokale archieven onderzoek deed naar kunstenaars. 
Hij werd expert in de Nederlandse meesters uit Middelburg en aan hem wordt de herontdekking van Adriaen Coorte toegedicht. 
Dankzij zijn werk in Middelburg werd waardevol materiaal veilig gesteld voor latere generaties. De Middelburgse archieven gingen in de Tweede Wereldoorlog verloren door brand. Zijn onderzoek naar Coorte, Ambrosius Bosschaert (de Oude), Balthasar van der Ast en Jacob van Geel, redde hen uit de vergetelheid.
Bol was een regelmatige bezoeker van het Rijksbureau voor Kunsthistorische Documentatie en was vooral geïnteresseerd in minder bekende Nederlandse meesters. 
Hij schreef zijn eerste artikel in Oud Holland in 1949. In de dertig jaar die hij in Middelburg woonde, schreef hij regelmatig voor NRC en voor Openbaar Kunstbezit. Ook publiceerde hij boeken over minder bekende kunstenaars.
Tussen 1949 en 1965 was Laurens Bol directeur van het Dordrechts Museum. Hoewel het museum over weinig geld beschikte organiseerde Bol er interessante tentoonstellingen. Het museum werd bekend om zijn collectie van minder bekende kunstenaars.
Bol huwde in 1927 met de schilderes Elisabeth Smit.

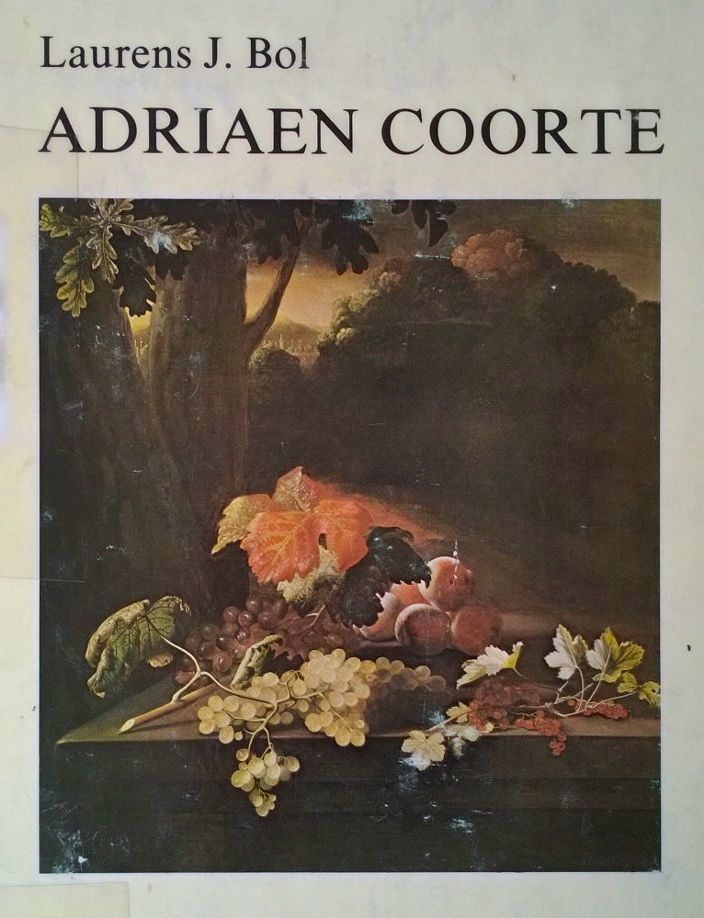
Adriaen Coorte, een publicatie van Laurens J. Bol